# Eva Berger
Pour les articles homonymes, voir Berger (homonymie).
Eva Berger est une athlète française, spécialiste du sprint, née le 19 septembre 1995 à Ouagadougou. 

## Carrière
Elle évolue en club à l'USAM Toulon (2004-2011), à l'EP Manosque Athlétisme (2011-2014), au CA Montreuil 93 (2015-2016) et au SCO Sainte-Marguerite de Marseille depuis 2017.
Eva Berger est qualifiée pour participer au relais 4 x 100 m féminin, le 5 août 2021 aux Jeux olympiques d'été de 2020 de Tokyo.